# Culcasia sanagensis
Espèce
Statut de conservation UICN

 VU B1ab(iii) : Vulnérable
Culcasia sanagensis est une espèce de plantes de la famille des Araceae et du genre Culcasia, endémique du Cameroun.

## Étymologie
Son épithète spécifique fait référence à la Sanaga, un fleuve du Cameroun.

## Description
C’est une rampante endémique poussant dans les sous-bois des forêts du Cameroun. On ne lui connaît que 7 localisations, principalement situées dans la Région du Centre, ce qui en fait une espèce potentiellement menacée.
Elle croît à une altitude située entre 120 et 780 mètres sur un terrain en pente et pierreux.
Une floraison a été observée en mai et juin. Les fruits apparaissent en février, octobre et novembre.

## Utilité
Les feuilles sont communément utilisées contre les maux d’estomac. Le jus est probablement toxique, il cause de plus une irritation de la peau.